# آنا فلدمان
آنا فلدمان (انگلیسی: Anja Feldmann؛ زادهٔ ۸ مارس ۱۹۶۶) دانشمند در زمینه علوم رایانه اهل آلمان است.

## تحصیلات و تخصص
فلدمان در دانشگاه پادربورن در رشته علوم رایانه تحصیل کرد و مدرک خود را در سال ۱۹۹۰ دریافت کرد. او تحصیلات خود را در دانشگاه کارنگی ملون ادامه داد و در آنجا مدرک کارشناسی ارشد را در سال ۱۹۹۱ و پی‌اچ‌دی را در سال ۱۹۹۵ دریافت کرد. پس از چهار سال کار پسا دکتری در تحقیقات آزمایشگاهی AT&T، او سمت‌های تحقیقاتی را در دانشگاه زارلاند و دانشگاه فنی مونیخ به‌دست آورد.
در سال ۲۰۰۶ او به عنوان استاد معماری شبکه اینترنت برای آزمایشگاه های نوآوری تل‌کام در دانشگاه فنی برلین منصوب شد. به عنوان پروفسور، تحقیقات او بر روی اندازه‌گیری اینترنت، مهندسی ترافیک از راه دور، شناسایی ترافیک و اشکال زدایی مسائل مربوط به کارآیی شبکه رایانه‌ای متمرکز بود. او همچنین تحقیقاتی در سامانه تشخیص نفوذ و معماری شبکه انجام داده است.